# Ben Gardane
Ben Gardane oder Ben Guerdane (arabisch بن قردان, DMG Bin Qardān) ist eine Stadt und eine Delegation mit etwa 80.000 Einwohnern im Südosten Tunesiens.

## Lage
Ben Gardane liegt nur wenige Kilometer von der Mittelmeerküste bzw. der Lagune Bahiret el Bibane entfernt in einer Höhe von ca. 15 m ü. d. M. etwa 77 km (Fahrtstrecke) südöstlich von Medenine bzw. etwa 80 km nordöstlich von Tataouine. Die Grenze zum Nachbarland Libyen befindet sich in Ras Ajdir und ist nur etwa 30 km in östlicher Richtung entfernt.

## Wirtschaft
Die Einwohner von Ben Gardane leben in hohem Maße vom – nicht immer ganz legalen – Grenzverkehr mit dem Nachbarland Libyen.

## Geschichte
Lange Zeit war Ben Gardane nur eine unbedeutende Wüstensiedlung. Erst nach der Unabhängigkeit Tunesiens begann ein immer noch anhaltendes Bevölkerungswachstum durch Zuwanderer aus der Umgebung sowie aus Libyen. Im Zuge des seit dem Jahr 2011 herrschenden Bürgerkriegs in Libyen sind erneut zahlreiche Flüchtlinge in die Stadt gekommen.

## Sehenswürdigkeiten
Die Wüstenstadt verfügt über keinerlei historisch oder kulturell bedeutsame Sehenswürdigkeiten.